# Провулок Нечипуренка
Провулок Нечипуренка — провулок в Одесі, розташований в історичному центрі. Пролягає від вул. Караванського до Троїцької, перетинаючи вул. Єврейську.
Вулиця має досить стару історію — ще у 1799 році тут був так званий Авчинніковський ряд, що виходив Олександрівський проспект (тепер — проспект Українських Героїв). Власником торгових рядів був Іван Авчинніков, міських голова Одеси з 1827 по 1830 рр. З 1843 року місце, де були торгові ряди перетворилося у провулок, який відповідно отримав назву Авчинніковський. Однак в народі цей провулок отримав неофіційну назву Грязний провулок.
У 1938 році, за часів Радянської окупації, провулок вирішили назвати на честь французького письменника Ромена Роллана, що не мало ніяких історичних підстав. Однак при приході румунської влади у 1941 році провулку було повернуто його історичну назву.
Із поверненням комуністичної влади провулок дістав сучасну назву, на честь героя оборони Одеси, Олександра Нечипуренка (з травня 1945 року). Цікаво, що назву провулку часто вимовляють не вірно, що навіть відзначено на старих вуличних табличках — як пров. Нечипоренка.

## Галерея

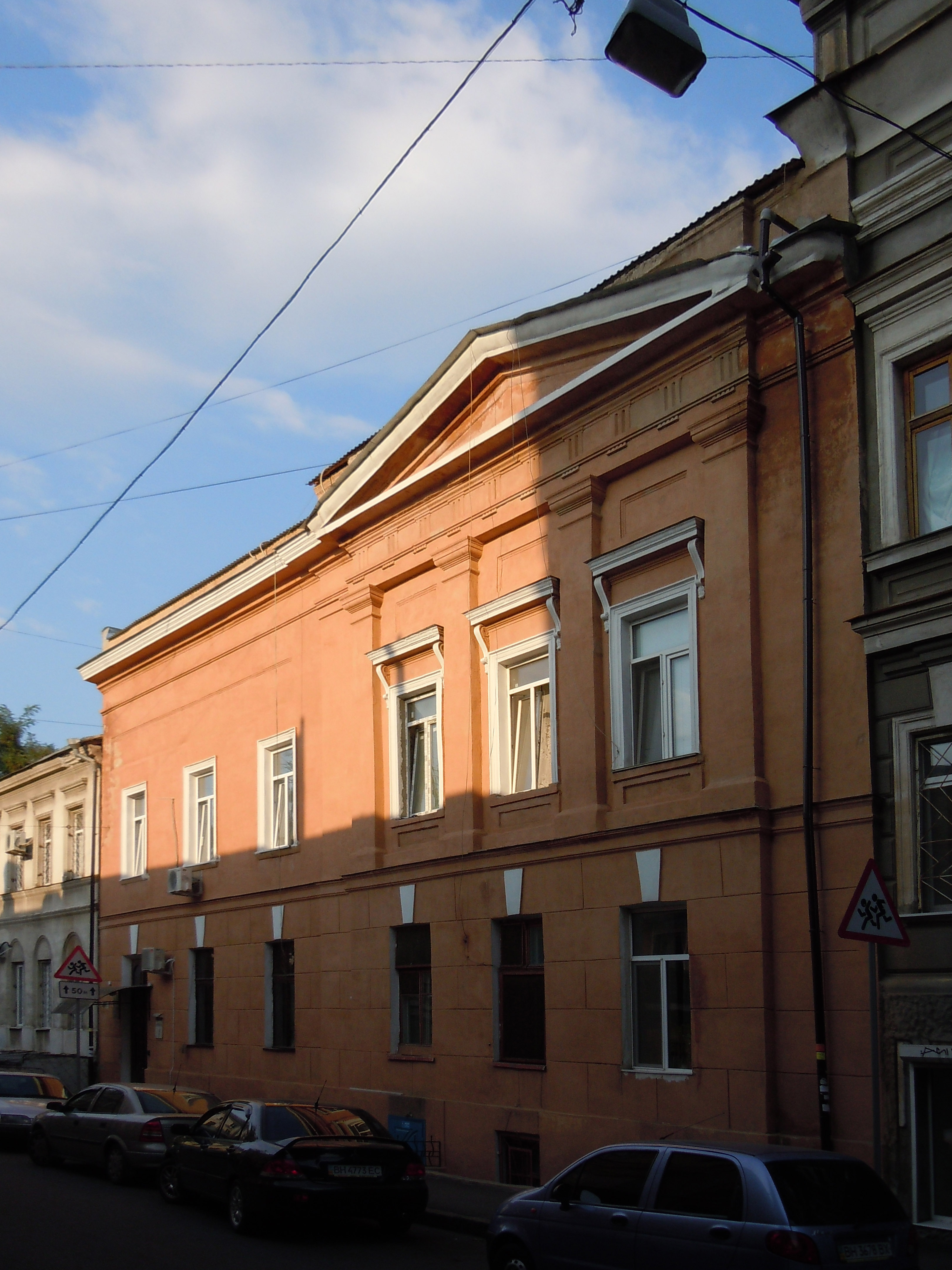
Будинок житловий Авчиннікова, пров. Нечипуренка 1
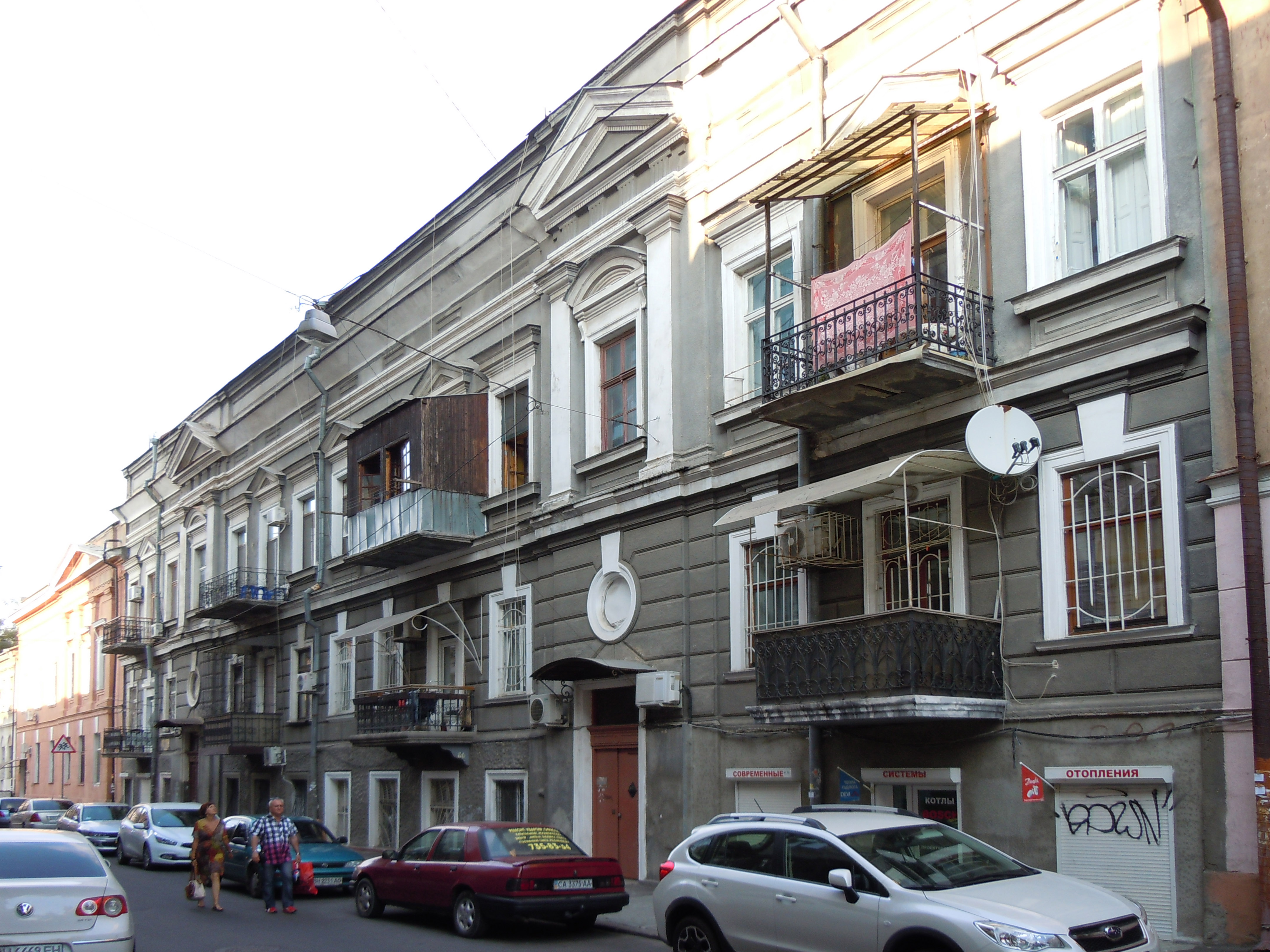
Будинок прибутковий Авчиннікова, пров. Нечипуренка 3
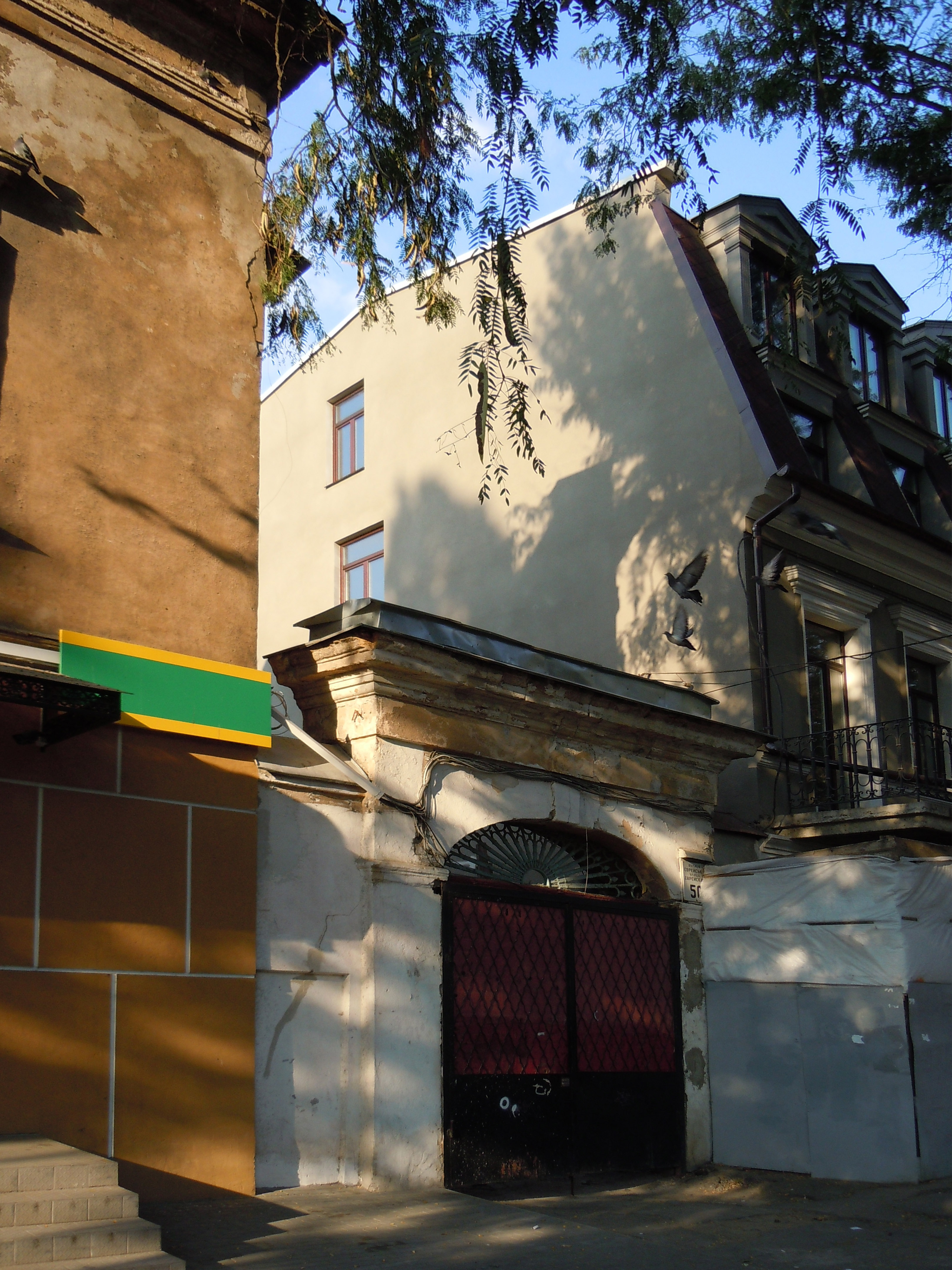
Будинок прибутковий Авчиннікова, ріг пров. Нечипуренка, 3 та вул. Єврейської, 50
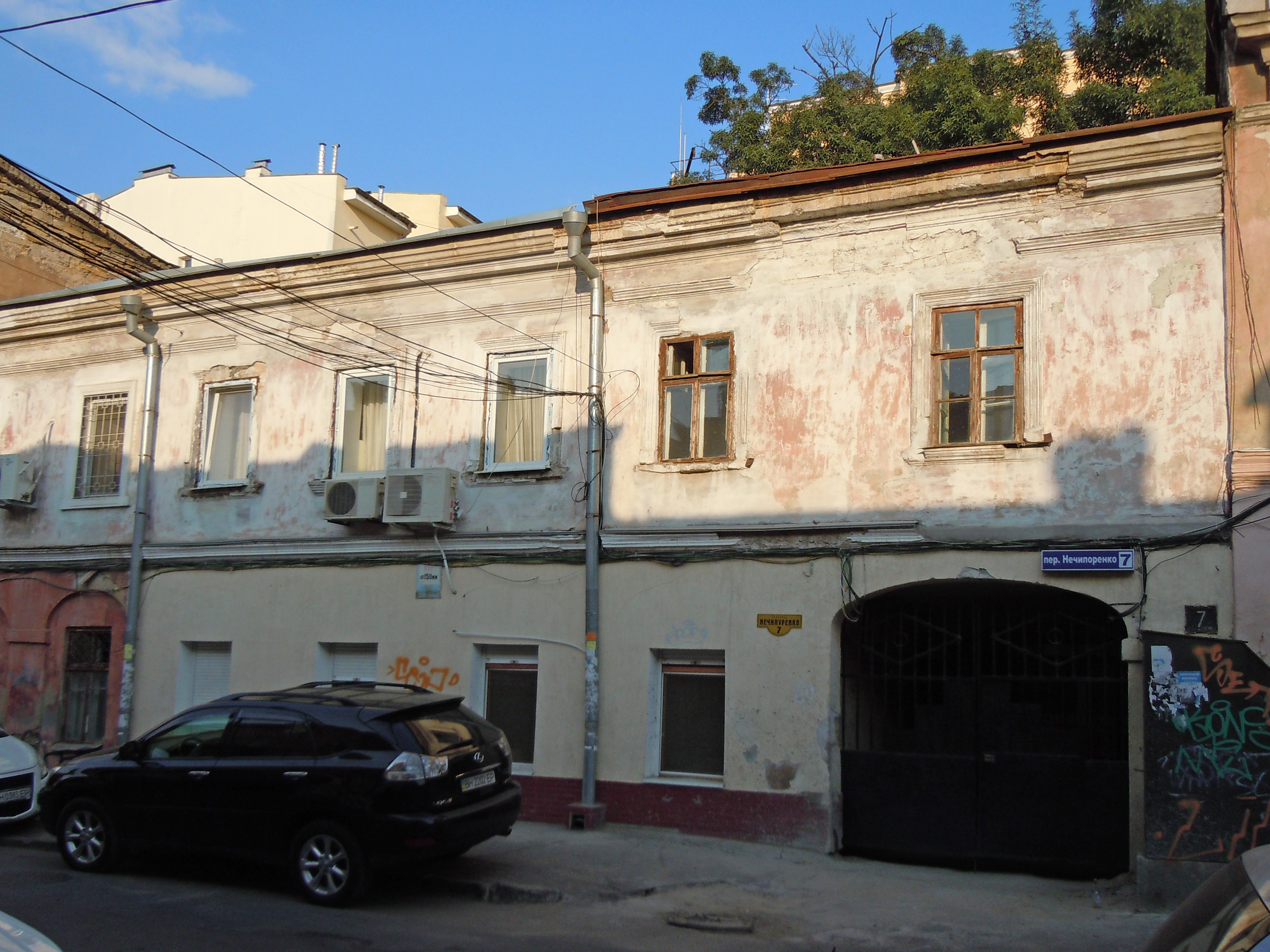
Будинок житловий Жебрака, пров. Нечипуренка 7
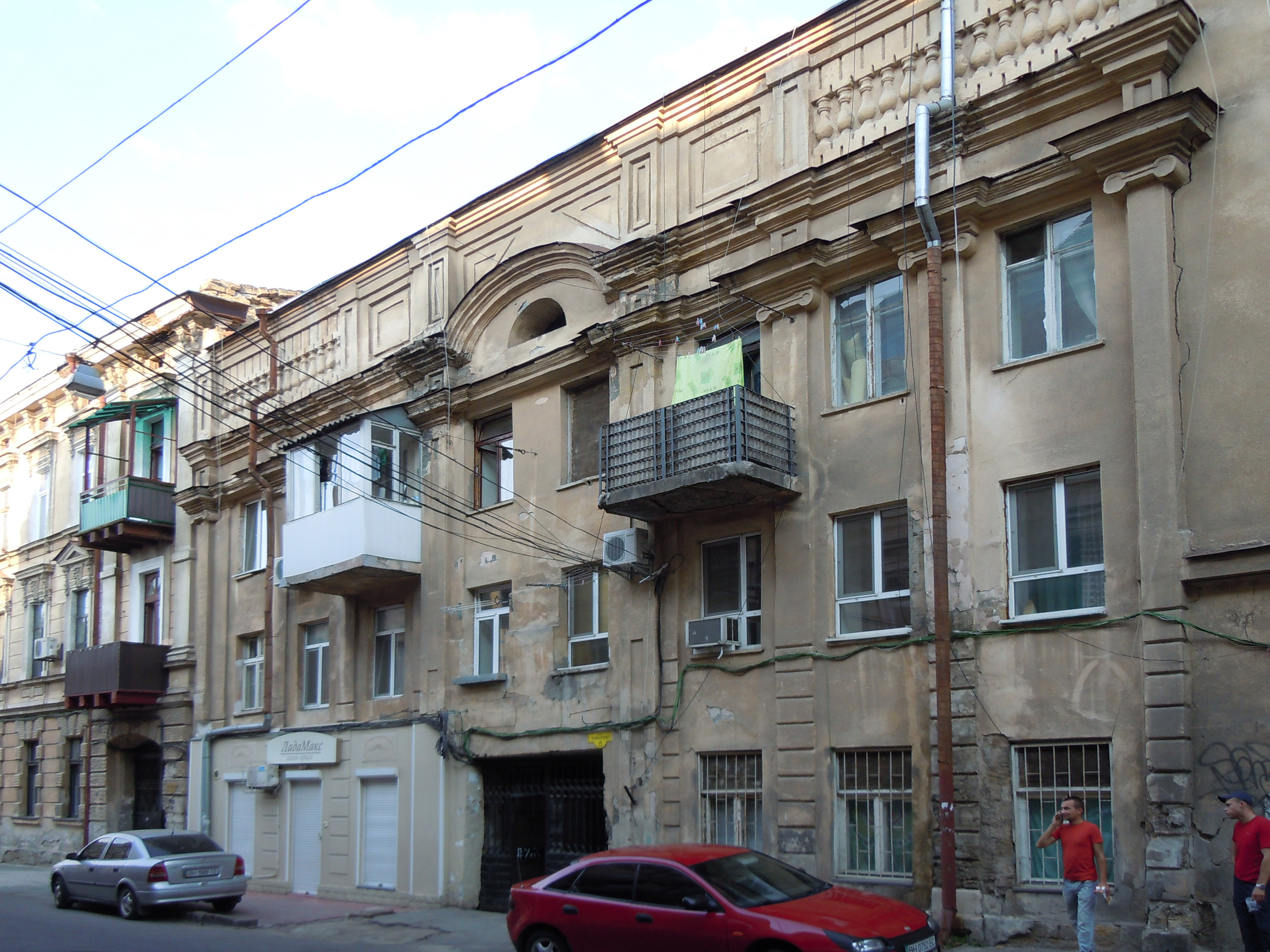
Будинок прибутковий Сарача, пров. Нечипуренка 15